# Holostrophus bifasciatus
Holostrophus bifasciatus là một loài bọ cánh cứng trong họ Tetratomidae. Loài này được Say miêu tả khoa học đầu tiên năm 1824.